# Општински народни комитет
Општински народни комитети су некадашњи извршни органи општинских народних конгреса у Великој Социјалистичкој Народној Либијској Арапској Џамахирији.

## Састав
Општинске народне комитете су састављали секретари тих народних комитета, секретари ресорних општинских народних комитета и секретари народних комитета основних народних конгреса. Секретаре општинских народних комитета су бирали општински народни конгреси.
Постојали су и секретаријати општинских народних комитета, а састављали су их секретари тих народних комитета и секретари ресорних општинских народних комитета.

## Дјелокруг
По Закону бр. (1) о народним конгресима и народним комитетима (2001) општински народни комитети су:
- извршавали одлуке основних народних конгреса;
- извршавали одлуке Општег народног комитета, Општег народног комитета за општине и ресорних општих народних комитета;
- одржавали безбједност и ред унутар административних граница општинских народних конгреса;
- управљали јавним установама унутар општина и координирали између народних комитета основних народних конгреса;
- уређивали начин спровођења закона о државној служби;
- предлагали буџете и предлоге упућивали општинским планским савјетима;
- уговарали извођење пројеката;
- утврђивали инвестиционе пројекте;
- подстицали производњу и повећање производних капацитета у производњи и услужном сектору;
- одлучивали о програму стамбених кредита;
- надгледали општинске институције и јавна предузећа;
- радили на искоришћавању и развоју општинских локалних ресурса;
- спроводили планове обуке и учења у координацији са надлежним органима;
- одлучивали о буџетским питањима унутар општина уз сагласност општинских народних конгреса;
- предузимали све мјере како расходи не би премашили буџет;
- предлагали локалне таксе и предлоге упућивали на поступање основним народним конгресима;
- одређивали цијене роба и услуга унутар општина;
- спроводили грађевинске и урбанистичке планове, укидали статус пољопривредног земљишта, и вршили експропријацију приватне имовине зарад јавног интереса унутар општина;
- давали дозволе за регистрацију или спајање акционарских друштава, као и за промјену њихових дјелатности;
- издавали извозне и увозне дозволе и оснивали одговарајуће регистре;
- давали неопходну сагласност за закључивање брачних уговора у којима је једна страна странац;
- одлучивали о стварима које нису спадале под дјелокруг народних комитета основних народних конгреса;
- формирали комитете за истраживање неправилности у раду народних комитета основних народних конгреса;
- доносили одлуке о именовању директора управа средњих школа и болница;
- припремали завршне рачуне за општине у року од 30 дана по истеку финансијске године;
- вршили и друге надлежности које би им повјерили општински народни конгреси или Општи народни комитет за општине.

По Закону бр. (1) о народним конгресима и народним комитетима (2007) нису постојали општински народни комитети већ само ресорни општински народни комитети.